# کوملو
کوملو (به ترکی استانبولی: Kumlu) یک منطقهٔ مسکونی در ترکیه است که در استان ختای واقع شده‌است. کوملو ۸۹ متر بالاتر از سطح دریا واقع شده‌است.